# IC 3517
IC 3517 је спирална галаксија у сазвјежђу Дјевица која се налази на листи објеката дубоког неба у Индекс каталогу.
Деклинација објекта је + 9° 9' 18" а ректасцензија 12h 34m 30,9s. Привидна величина (магнитуда) објекта IC 3517 износи 14,0 а фотографска магнитуда 14,6. IC 3517 је још познат и под ознакама UGC 7733, MCG 2-32-143, CGCG 70-176, VCC 1566, PGC 41829.